# Mary Ellis
Mary Ellis, nascida Mary Wilkins (vila de Leafield, 1917 - Ilha de Wight, 24 de julho de 2018) foi uma piloto britânica de Supermarine Spitfire durante a Segunda Guerra Mundial e uma das últimas mulheres pilotos da Segunda Guerra.

## Biografia
Ellis nasceu em 1917 na vila de Leafield, em Oxfordshire, em uma família de fazendeiros. Fascinada por aviação desde pequena, sua família morava perto da base da Força Aérea de Bicester e Port Meadow. Aos 11 anos, seu pai pagou um passeio em um biplano no parque aéreo da região e desde então ela decidiu que seria piloto. Aos 16 anos, começou a ter aulas de pilotagem em um clube, em Witney, onde conseguiu sua licença de voo. Voo por esporte por algum tempo até que em 1939 a aviação civil foi proibida por conta do início da Segunda Guerra.
Em outubro de 1941, Mary se alistou na Air Transport Auxiliary, um serviço civil criado para auxiliar a Força Aérea Real na manutenção de seus aviões. Ela foi enviada para um posto em Hamble, Hampshire. Ao longo da guerra, ela voou em mais de mil aviões de 76 tipos diferentes, incluindo Harvards, Hawker Hurricanes, Spitfires e bombardeiros Vickers Wellingtons. Algumas de suas missões eram para realocar aviões das bases para o front da guerra e de rebocar novos aviões das fábricas para os pátios das bases militares. Com o fim da guerra, o Air Transport Auxiliary foi desmantelado, mas Mary continuou trabalhando na Força Aérea.
Mary também foi a primeira mulher a voar no Gloster Meteor, o primeiro avião a jato britânico. Depois de se mudar para a Ilha de Wight, Mary se tornou administradora do Aeroporto de Sandown, em 1950, tornando também a primeira mulher na Europa a ser comandante de uma aeronave. Mary administrou o aeroporto por 20 anos, nos quais ela também fundou o aeroclube da ilha. Em 2016, ela publicou sua autobiografia, intitulada A Spitfire Girl: One of the World's Greatest Female ATA Ferry Pilots Tells Her Story.

## Vida pessoal
Em 1961, Mary se casou com o colega piloto Don Ellis que morreu em 2009.

## Morte
Mary morreu em sua casa na Ilha de Wight. em 24 de julho de 2018, aos 101 anos.

## Prêmios
Em 2018, Mary ganhou o prêmio "Freedom of the Isle of Wight".